# Organica dell'Esercito Italiano
L'organica dell'Esercito Italiano è la struttura secondo la quale viene organizzato l'esercito della Repubblica Italiana.

## Armi, corpi e specialità
L'Esercito Italiano è suddiviso in 6 Armi, 3 Corpi e una specialità di Forza Armata (l'Aviazione dell'Esercito).
Le Armi e i corpi rappresentano la  suddivisione strutturale della  Forza Armata terrestre, tenendo conto  dell'addestramento e dell'impiego del personale. Le Armi possono essere suddivise a loro volta in Specialità, in base al particolare impiego in combattimento delle truppe, mentre i Corpi attualmente in vita, Sanitario, Commissariato e Ingegneri,sono costituiti da Ufficiali e Sottufficiali altamente specializzati che operano sia presso Organismi Centrali che presso unità operative.

### Armi
- Arma di fanteria
  - Corpo dei granatieri
  - Corpo dei bersaglieri
  - Corpo degli alpini
    - Specialità: alpini da posizione (1951-1962) poi d'arresto (1962-1993), soppressa
    - Specialità: genio guastatori alpini
    - Specialità: alpini ricognitori
    - Specialità: alpini paracadutisti

  - Corpo dei paracadutisti
    - Specialità: genio guastatori paracadutisti
    - Specialità: paracadutisti d'assalto

  - Specialità: lagunari
  - Specialità: fanteria da posizione (1951-1962) poi d'arresto (1962-1993), soppressa
  - Specialità: carristi (dal 1927 al 1999 hanno fatto parte dell'Arma di fanteria, oggi sono inquadrati nell'Arma di cavalleria)
- Arma di cavalleria
  - Specialità: cavalleria di linea (cavalieri, dragoni, cavalleggeri, lancieri)
  - Specialità: carristi (dal 1999)
  - Specialità: cavalleria dell'aria (ex AVES, 2000-2003, poi di nuovo AVES come specialità autonoma)
- Arma di artiglieria
  - Specialità: terrestre
  - Specialità: contraerei
  - Specialità dell'artiglieria terrestre: artiglieria a cavallo, artiglieria da montagna.
  - Specialità soppresse dell'artiglieria terrestre: artiglieria da campagna, artiglieria pesante campale, artiglieria pesante, artiglieria semovente, artiglieria missili.
  - Specialità soppresse dell'artiglieria contraerei: artiglieria contraerei leggera, artiglieria missili contraerei.
- Arma del genio
  - Specialità: genio ferrovieri
  - Specialità: genio guastatori
  - Specialità: genio pionieri (già artieri sino al 1950)
  - Specialità: genio pontieri
  - Specialità soppresse: genio aerostieri, genio foto-elettricisti, genio fotografi, genio idrici, genio lanciafiamme, genio minatori, genio specialisti, genio teleferisti, genio trasmettitori (foto-telegrafisti, radio-telegrafisti), genio zappatori
- Arma delle trasmissioni
  - Specialità: telematica
  - Specialità: guerra elettronica
  - Specialità ai tempi della dipendenza dall'Arma del Genio: telegrafisti, telefonisti, foto-telegrafisti, radiotelegrafisti
- Arma dei trasporti e materiali (TRAMAT) (erede del Corpo automobilistico dell'Esercito)
- Arma dei Carabinieri (dal 8 maggio 1861 al 31 marzo 2000 è stata la prima Arma dell'Esercito Italiano, con il decreto legislativo 5 ottobre 2000, n. 297, fu elevata al rango di quarta forza armata).

### Corpi
- Corpo sanitario dell'Esercito Italiano

(istituito nel 1998 dalla fusione dei precedenti soppressi Corpo di Sanità militare e Corpo Veterinario)
- Corpo di Commissariato dell'Esercito Italiano

(istituito nel 1998 dalla fusione dei precedenti soppressi Corpo di Amministrazione e Corpo di Commissariato)
- Corpo degli Ingegneri dell'Esercito

(istituito nel 1998 come nuova denominazione del Corpo Tecnico (1980), a sua volta sorto dall'unificazione dei precedenti Servizi Tecnici d'Armi, formati dal 1910 per l'Artiglieria, nel 1930 per il Servizio della Motorizzazione e nel 1960 con i Servizi Tecnici Chimico Fisico, del Genio, Geografico, e delle Trasmissioni)

### Specialità di Forza Armata
- Aviazione dell'Esercito

## Unità o Reparti
L'unità (o reparto) è la più piccola struttura in grado di operare autonomamente e di solito viene comandata da un colonnello se si tratta di un reggimento, o da un tenente colonnello se battaglione, mentre da un ufficiale generale se di livello superiore, come nei casi dei reparti dipendenti dal Sottocapo di Stato Maggiore della Difesa.
Ad esempio l'arma TRAMAT, Trasporti e Materiali, comprende le seguenti unità:
- 4 Reggimenti di Manovra (1°, 6°, 10° e 24°)
- 3 Reggimenti di Trasporti (6°, 8° e 10°)
- 8º Reggimento Trasporti "Casilina"
- Reggimento Supporto Tattico e Logistico
- Reggimento di Manovra Interforze (in collaborazione con Aeronautica Militare, Marina Militare e Arma dei Carabinieri)
- Battaglione Logistico Ariete

Attualmente, in Italia, un reggimento è costituito da un unico battaglione, mentre più reggimenti costituiscono una brigata.

### Sotto unità
All'interno dei battaglioni troviamo le compagnie, comandate (di solito) da un ufficiale inferiore o subalterno con il grado di capitano o di tenente.
A loro volta le compagnie sono costituite da plotoni che fino agli anni '90 erano comandati da un sottotenente o da un tenente, mentre oggi sono comandati da un maresciallo (che può anche sostituire il comandante di compagnia in caso di impedimento).
Infine, il plotone è formato da squadre, che possono essere comandate dal graduato più anziano, o da un sottufficiale (tipicamente un sergente).